# Profundímetro de buceo

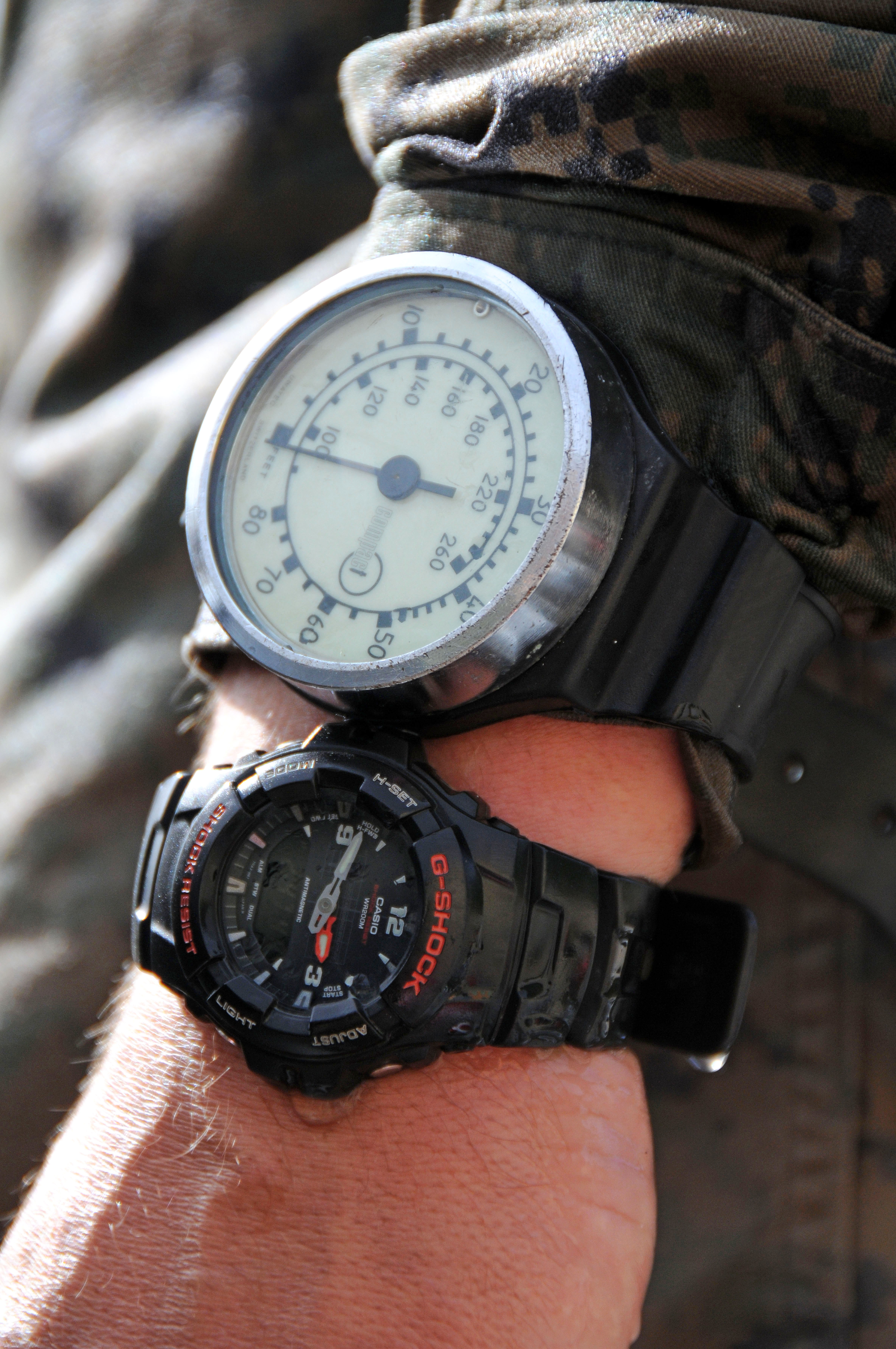
Un buzo con un profundímetro de buceo analógico junto con un reloj de buceo

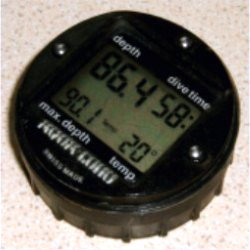
Un profundímetro de buceo digital combinado con un temporizador y termómetro, también conocido como "medidor de buceo"

Un profundímetro es un instrumento para medir profundidad bajo una superficie de referencia. Incluyendo los instrumentos de buceo y aplicaciones similares en ingeniería para medir la profundidad de agujeros.
Inicialmente todos eran analógicos, pero desde el avance de los relojes de buceo y ordenadores de buceo hay cada vez más profundímetros digitales. La mayoría de los profundímetros tienen también una llamada aguja de arrastre, que se pone en el inicio del buceo a cero y que indica al final del buceo a que profundidad ha llegado. Este dato junto con el del tiempo de inmersión es necesario para calcular los tiempos de descompresión.
Un profundímetro de buceo es una sonda de presión que muestra la profundidad equivalente bajo la superficie libre en el agua. La relación entre profundidad y presión es lineal y bastante precisa para la mayoría de propósitos prácticos, para muchos propósitos, como bucear, es de hecho la presión lo que es importante. Es una pieza del  equipamiento  de buceo utilizado por buceadores, submarinos y submersibles.
La mayoría de profundímetro de buceo modernos tienen un mecanismo electrónico y display digital. Los primeros modelos utilizaron un dispositivo mecánico y display análogico. Los profundímetros de buceo  digitales utilizados por los buzos generalmente también incluyen un temporizador que muestra el intervalo de tiempo que el buzo ha estado sumergido. Algunos muestran el índice de ascenso y descenso del buzo, lo cual puede ser es útil para evitar barotraumatismo. Este instrumento de combinación es también conocido como medidor de buceo. Un profundímetro de buceo electrónico  es un componente esencial de un ordenador de buceo.
Como el sensor solo mide la  presión de agua,  hay una inherente inexactitud en la profundidad mostrada por sensores que se utilizan tanto en agua dulce como salada debido a la diferencia en las densidades de agua dulce y agua de mar debido a salinidad y variaciones de temperatura.

## Historia
Experimentos en 1659 por Robert Boyle de la Sociedad Real  que realizó utilizando un barómetro bajo el agua, y dedujo  la ley de Boyle.  El  físico francés, matemático e inventor Denis Papin publicó Recuiel de diverses Piezas touchant quelques novelles Máchines en 1695, donde  propuso una profundímetro de buceo para un submarino.   
Un "sensor de mar" para medir profundidad del océano se describió  en Philosophia Britannica en 1747. Pero no fue hasta 1775 que el desarrollo de un profundímetro de buceo por el inventor y fabricante de relojes e instrumentos científicos Isaac Doolittle de New Haven, Connecticut, para el submarino de David Bushnell la Tortuga, el cual se utilizó en una embarcación submarina. A principios del siglo diecinueve, "el profundímetro de buceo era una característica estándar en las campanas de buceo".

## Funcionamiento
La presión ambiental aumenta 1 bar por cada 10 m de aumento en la profundidad del agua dulce a 4 °C. Por tanto, la profundidad exacta puede ser determinada al medir la presión y comparándolo a la presión en la superficie. La presión atmosférica varía con la altitud y el tiempo atmosférico, para ser exacto el profundímetro de buceo tendría que ser calibrado para corregir la presión atmosférica local. Esto puede ser importante para la seguridad de descompresión en altitud.

## Tipos

### Profundímetro de Boyle-Mariott
El profundímetro de Boyle-Mariotte consta de un tubo curvado circular transparente abierto por un extremo. No tiene no partes móviles. Mientras buceas, el agua entra en el tubo y comprime la burbuja del aire en el  interior proporcionalmente a la profundidad. El borde de la burbuja indica la profundidad en una escala. Para una profundidad hasta 10 m, esta profundidad gauge es bastante exacta, porque en esta gama, la presión se duplica de 1 barra a 2 barra, y por lo tanto  utiliza media escala. Este tipo de sensor es también conocido como sensor de capilaridad. En profundidades más grandes, deviene inexacto. La profundidad máxima no puede ser registrada con este sensor, y la exactitud esta fuertemente afectada por los cambio de temperatura.

### Profundímetro de tubo Bourdon

Tubo Bourdon

El profundímetro de tubo Bourdon consta de un tubo curvado hecho de metal elástico, conocido como tubo Bourdon. La presión de agua en el tubo puede ser en por el interior o exterior según sea el diseño. Cuándo la presión aumenta, el tubo se estira  y cuándo decrece el tubo recupera la curvatura original. Este movimiento se transfiere a un puntero por un sistema de engranajes o palancas, y el puntero puede tener un puntero auxiliar qué es empujado por el principal pero que no regresa automáticamente con el puntero principal, el puntero auxiliar marca la profundidad máxima lograda. La exactitud puede ser buena. Cuándo es portado por el buzo, estos sensores miden la diferencia de presión directamente entre el agua ambiental y el espacio de aire interno sellado del sensor, por tanto puede ser influido por cambios de temperatura.

### Profundímetro de membrana
En un Profundímetro de membrana, el agua presiona  un recipiente de metal con un extremo flexible, el cual se deforma proporcionalmente a presión externa. La desviación de la membrana está amplificada por una palanca y un engranaje y se transfiere a a un puntero indicador como en un barómetro. El puntero puede empujar un puntero auxiliar, el cual no regresa por sí mismo, y así indica el máximo alcanzado. Este tipo de sensor puede ser bastante exacto cuándo esta corregido para variaciones de temperatura.
Galgas extensiométricas puede utilizarse para convertir la presión sobre una membrana a una resistencia eléctrica, que se puede convertir a una señal analógica por un puente de Wheatstone Esta señal puede ser procesada para proporcional una señal proporcional a presión, la cual puede ser digitalizada para su procesamiento y presentación.

### Profundímetro piezoresistivo

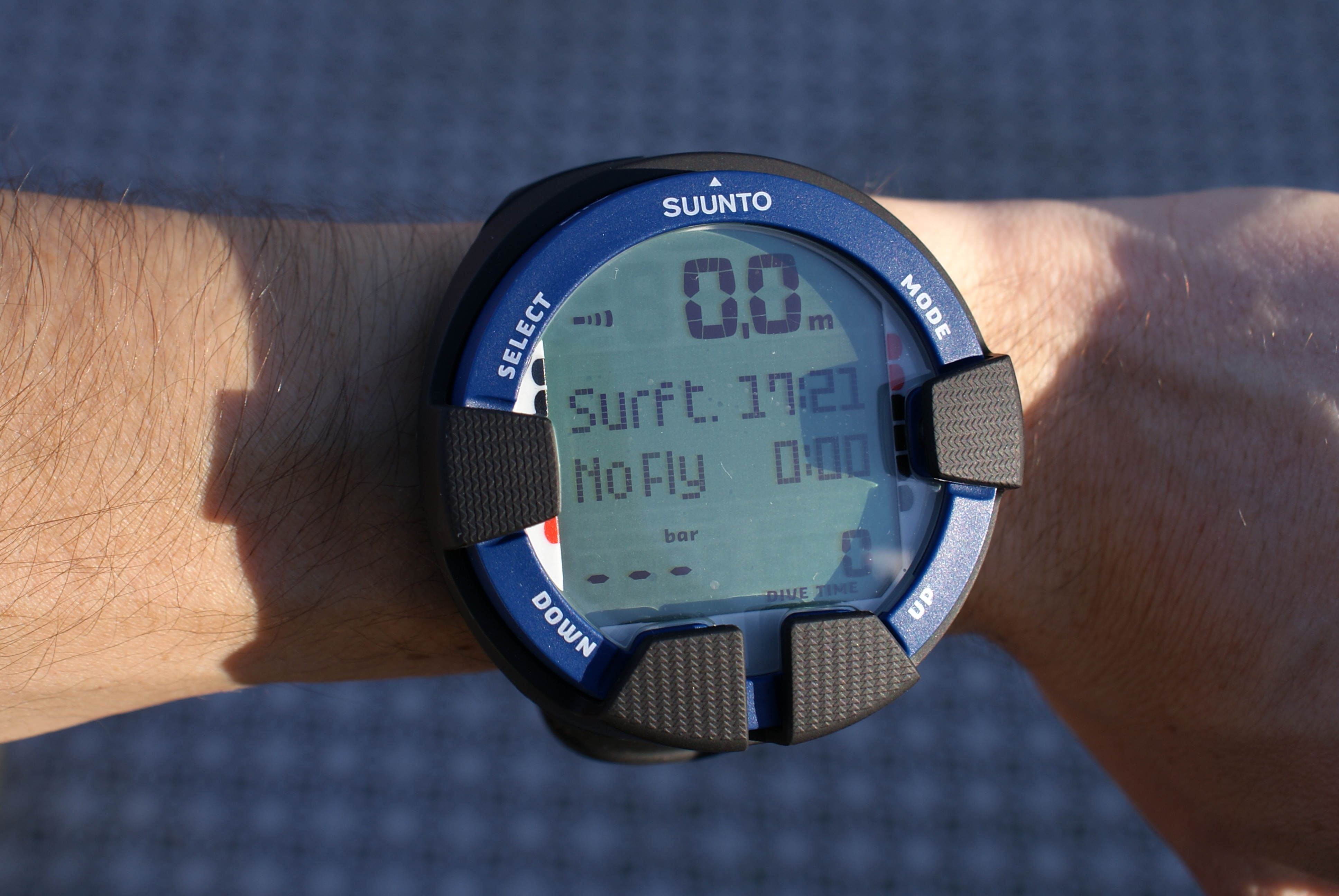
Ordenador de buceo con presentación de la profundidad

El profundímetro piezoresistivo utiliza la variación de resistividad de silicio bajo tensión. Un profundímetro piezoresistivo consta de un diafragma de silicio en qué resistencias de silicio se han creado durante el proceso de fabricación. El diafragma se une a una oblea de silicio. La señal tiene que ser corregida para variaciones de temperatura. Estos sensores de presión son generalmente utilizados en ordenadores de buceo.

## Ordenador de buceo
los Ordenadores de buceo tienen un profundímetro de integrado, con salida digitalizada qué se utiliza en el cálculo del estado de descompresión actual del buzo. La profundidad de buceo está mostrada junto con otros valores en  la visualización y grabado por el ordenador para el calculó continuo del modelo de descompresión. La mayoría de ordenadores de buceo utilizan un profundímetro piezoresistivo.

## Usos
Un buzo utiliza un profundímetro de buceo junto con tablas de descompresión y un Reloj para evitar el Síndrome de descompresión. Una alternativa común a profundímetro de buceo, reloj y las tablas de descompresión es un ordenador de buceo , el cual tiene un profundímetro de buceo interno, y muestra la profundidad actual como función estándar.